# Dietrich von Criegern
Dietrich Georg von Criegern (* 2. Dezember 1886 in Dresden; † 6. November 1952 in Hechendorf am Pilsensee) war ein deutscher Generalleutnant.

## Werdegang
Er stammte aus der sächsischen Adelsfamilie von Criegern und war der Sohn des damaligen königlich-sächsischen Hauptmanns Georg von Criegern und dessen Ehefrau Ida Marie von Criegern geborene Freiin von Kap-herr, Tochter des Gutsherrn Karl von Kap-herr-Lockwitz und der Amélia Amiraux. Dietrich kam in der Jägerstraße 32 in Dresden zur Welt. Wolfgang von Kap-herr ist der Neffe seiner Mutter.
Nach dem Schulbesuch schlug er eine Militärlaufbahn in der Sächsischen Armee ein. Nach dem Ersten Weltkrieg wechselte er zur Reichswehr. 1930 lebte er als Major a. D. und Kaufmann in Dresden. Noch vor Ausbruch des Zweiten Weltkrieges trat er wieder in die Wehrmacht ein und wurde 1939 zum Oberstleutnant bei der Luftflotte und 1940 zum Oberst befördert. Er arbeitete als Oberquartiermeister und ab 1943 als Chef des Nachschubwesens im Generalstab der Luftwaffe. 1944 wurde er zum Generalleutnant ernannt und war als solcher als Generalquartiermeister tätig.
Nach Kriegsende ließ er sich in Bayern nieder, wo er 1952 starb.
1930 heiratete er in Berlin die Verkäuferin Helene Dorothea Gertrud geborene Hansmann (* 1900; † 1978) aus Schwedt (Oder), sie lebte zuletzt in Bad Friedrichshall. Das Ehepaar hatte keine Kinder.

## Auszeichnungen (Auswahl)
- 1942: Deutsches Kreuz in Silber